# Alapaha Blue Blood Bulldog

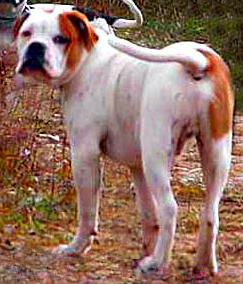
Alapaha Bulldog

Alapaha Blue Blood Bulldog – rasa psa, pochodna buldoga amerykańskiego. Nazywany także Otto. Nazwa pochodzi od rzeki Alapaha w amerykańskim stanie Georgia, w pobliżu której wyhodowana została ta rasa. Alternatywna nazwa Otto wywodzi się od pierwszego przedstawiciela tej rasy. Obecnie żyje nie więcej niż 200 przedstawicieli tej rasy.

## Opis ogólny
Alapaha jest poukładanym, średniej wielkości psem. Rozstaw jego nóg pozwala mu poruszać się z siłą i determinacją, dzięki czemu, pomimo jego mizernego wyglądu, sprawia wrażenia bardzo silnego jak na niewielki wzrost. Jest odważny, ale nie przejawia zachowań agresywnych. Ciało powinno być krępe, nie długonogie w zarysie. Podczas pierwszego wrażenia powinien wyglądać jak silnie zbudowany buldog (nieposiadający wysokiego, ciężkiego brzucha), nie terier. Charakterystycznie samce są większe, cięższej kości i bardziej muskularne od samic. Najczęściej są białe ze znaczeniami o różnych kształtach i barwach. Buldogi te hodowano głównie do połowu żywego inwentarza. Psy średniej wielkości okazały się być do tego celu najbardziej skuteczne. Wzrost i waga zwierzęcia powinny być proporcjonalne.
- Wielkość miotu: 7 - 14 szczeniąt
- Średnia długość życia: 10 - 15 lat.

## Wygląd

### Waga
- samiec 32 - 41 kg
- samica 25 - 34 kg

### Wzrost
- samiec 51 - 61 cm
- samica 46 - 56 cm

### Szata
krótka, przyległa, błyszcząca, twarda w dotyku.

### Maść
Każdy odcień merle lub pręgowania. Jednolite błękitne, czarne, czekoladowe, czerwone i płowe. Występuje również seal i tricolor.

### Anatomia

#### Głowa
Głowa średniej wielkości w kształcie beczki (kwadratowa) z umięśnionymi policzkami. Wierzchołek czaszki płaski, pokryty mięśniami bez bruzdy pomiędzy oczami. Stop głęboki.

#### Oczy
Średniej wielkości o dowolnym kolorze. Preferowana obwódka wokół oczu czarna, różowa traktowana jako błąd kosmetyczny. 

#### Pysk
Średniej długości (2 do 4 cali), kwadratowy z silną szczęką. Usta powinny być pełne, ale nie obwisłe. Posiada 36 do 42 zębów (przodozgryz akceptowany pomiędzy 1/8 a 1/4 cala). Zgryz nożycowy podlega dyskwalifikacji. Błędem budowy są: pysk położony poniżej  5 cm lub powyżej 10 cm według wzorca rasy, posiadanie mniej niż 36 zębów, małe zęby lub nierówne siekacze.

#### Nos
Trufla nosa koloru wątrobianego lub czarnego. U czarnonosych psów na wargach występują różowe znaczenia. 50% lub więcej pigmentu na nosie uważany jest za błąd kosmetyczny. 

#### Uszy
Uszy w kształcie litery „V” lub zagięte, wysoko osadzone, szeroko rozstawione. Kształt czaszki warunkowany ułożeniem uszu - cecha bardzo istotna. Powinny być małe i unosić się na poziomie oczu. Stojące lub kopiowane są niedopuszczalne na wystawach.